# Helgoland 513
Helgoland 513 ist eine deutsche Fernsehserie. Martina Gedeck und Alexander Fehling spielen die Hauptrollen in der Sky-Original-Serie. Regie führte Robert Schwentke.

## Handlung
Im Jahr 2039 verschanzen sich auf der Insel Helgoland 513 Menschen vor einer tödlichen Pandemie. Aufgrund beschränkter Mittel darf die Bevölkerungszahl nicht über 513 steigen. Wird ein Mensch geboren, muss ein anderer Mensch sterben. Wenn sich niemand freiwillig meldet, wird die letzte Person auf einer Rangliste getötet, auf der die gesamte Bevölkerung der Insel aufgrund ihrer Leistungen und Verfehlungen aufgeführt ist.

## Produktion
Die Serie wurde von Sky Studios und UFA Fiction produziert. Die Dreharbeiten fanden von Juli 2022 bis März 2023 in Hamburg, Berlin sowie auf Sylt und Amrum statt.

## Rezeption
Auf Tittelbach.tv vergab Tilmann P. Gangloff 3,5 von 6 Sternen. Er begründet dies damit, dass das Thema der Serie in der Theorie wie ein reizvolles Sozialexperiment klinge, in der Umsetzung allerdings einige Mängel habe. Weiterhin schreibt er, die eigentliche Faszination entfalte sich erst in den beiden letzten Episoden, als die Vorgeschichte nachgereicht wird. Eine Kürzung um zwei Folgen hätte der Serie nicht geschadet; hinzu kämen darstellerische Mängel. Die Bildgestaltung sei allerdings ausgezeichnet.
TV Spielfilm schreibt, dass mit Robert Schwentke ein Mann als Showrunner und Regisseur verantwortlich zeichne, der sich bestens mit dem Zusammenbruch unserer Gesellschaft auskenne. Schwentke hat auch schon zwei der drei postapokalyptischen „Die Bestimmung“-Filme inszeniert. Mit realen menschlichen Abgründen habe er sich derweil im mehrfach ausgezeichneten Kriegsdrama „Der Hauptmann“ beschäftigt. Bei Helgoland 513 habe er sich auf einen vielseitigen Cast verlassen können.
In der FAZ beschreibt Tilman Spreckelsen die Schwachstellen der Serie dergestalt, dass sie so eingenommen von der ihr zugrundeliegenden Mechanik sei, dass aus lauter Furcht, der Zuschauer könne irgendetwas verpassen, lieber einmal mehr das Offensichtliche ausgesprochen werde: Wie oft muss Beatrice vor dem Chaos warnen, wie oft ihre billigen Manipulationen anwenden, wie dick muss die kleinste Wendung der Handlung ausbuchstabiert werden! Spreckelsen ist der Meinung, dass dies den überwiegend vorzüglichen Schauspielern nicht anzulasten sei, und wenn sie das Drehbuch zum Chargieren nötige, dann leide man mit ihnen und frage sich, wann eigentlich die Konvention aufgekommen sei, dass postapokalyptische Filme von möglichst schrillen Charakteren bevölkert werden müssen.